# Америчка пита 3: Венчање
Америчка пита 3: Венчање (енгл. American Wedding) је америчка тинејџерска комедија из 2003. године, која представља наставак филма Америчка пита 2 (2001). Трећи је филм у истоименом серијалу, а првобитно је планирано да буде и последњи. Филм је режирао Џеси Дилан, према сценарију који је написао Адам Херз. Последњи је филм у серијалну чији је сценарио написао Херз, који је осмислио концепт целе франшизе, а такође је и једини филм у којем се није појавио Крис Клајн, који тумачи улогу Оза.
Иако се филм углавном фокусира на венчање Џима Левенстина и Мишел Флаерти, по први пут у серијалу, прича се усредсређује на Стива Стифлера и његове нечувене лудорије, међу којима су његов покушај да организује момачку журку, подучавање Џима да плеше и такмичење са Финчом да освоји срце Мишелине сестре, Кејденс.

## Радња
Џим је коначно успео да сакупи храброст и запроси своју девојку Мишел, која је одушевљено пристала. Међутим, прави проблеми за Џима тек почињу, јер мора да испланира церемонију венчања. Свадби се, исто колико и родитељи будућих младенаца, радују и Џимови пријатељи Кевин и Финч, који вест не успевају да сакрију од Стифлера. Он је у граду и неће дозволити да овако свечани чин протекне без момачке вечери. Џим не зна што му се спрема, више се брине око тога хоће ли га младини родитељи прихватити и хоће ли научити да плеше до венчања.

## Улоге
| Глумац             | Улога             |
| ------------------ | ----------------- |
| Џејсон Бигс        | Џим Левенстин     |
| Шон Вилијам Скот   | Стив Стифлер      |
| Алисон Ханиган     | Мишел Флаерти     |
| Еди Кеј Томас      | Пол Финч          |
| Томас Ијан Николас | Кевин Мајерс      |
| Џанјуари Џоунс     | Кејденс Флаерти   |
| Јуџин Леви         | Ноа Левенстин     |
| Моли Чик           | госпођа Левенстин |
| Дебора Раш         | Мери Флаерти      |
| Фред Вилард        | Харолд Флаерти    |
| Џенифер Кулиџ      | Џенин Стифлер     |
| Џон Чо             | Џон               |
| Ерик Алан Крејмер  | Бер               |
| Џастин Ајсфелд     | Џастин            |